# Bahnhof Frankfurt (Main) Süd
Bahnhof Frankfurt (Main) Süd vasútállomás Németországban, Hessen tartományban. A német vasútállomás-kategóriák közül a második csoportba tartozik.

## Vasútvonalak
Az állomást az alábbi vasútvonalak érintik:
- Frankfurt-Hanau-vasútvonal
- Frankfurt (Main) Stadion–Frankfurt (Main) Süd railway
- Frankfurt (Main) Hbf–Göttingen railway
- Frankfurt (Main) Hbf (tief)–Frankfurt (Main) Süd (Tunnel Richtung Süd) railway
- Frankfurt (Main) Hbf (tief)–Frankfurt (Main) Süd (Tunnel Richtung Hbf) railway

## Forgalom

### Regionális
| Járat | Útvonal | Ütem        |
| ----- | --- | ----------- |
| RE 50 | Frankfurt – Frankfurt Süd – Offenbach – Hanau – Fulda                                                                        | 30/60 perc  |
| RE 54 | Frankfurt – Frankfurt Süd – Frankfurt Ost – Maintal Ost – Hanau – Aschaffenburg – Würzburg – Schweinfurt – Haßfurt – Bamberg | 120 perc    |
| RE 55 | Frankfurt – Frankfurt Süd – Offenbach – Hanau – Aschaffenburg – Würzburg – Schweinfurt – Haßfurt – Bamberg                   | 120 perc    |
| RE 59 | Frankfurt Flughafen – Frankfurt Süd – Maintal Ost – Hanau (– Aschaffenburg)                                                  | 120 perc    |
| RE 85 | Frankfurt – Frankfurt Süd – Offenbach – Hanau – Babenhausen – Groß-Umstadt Wiebelsbach (– Erbach – Eberbach)                 | 120 perc    |
| RB 51 | Frankfurt – Frankfurt Süd – Offenbach – Hanau – Langenselbold – Gelnhausen – Wächtersbach (– Bad Soden-Salmünster)           | 60 perc     |
| RB 58 | Frankfurt – Frankfurt Süd – Maintal Ost – Hanau                                                                              | 60/120 perc |
| RB 58 | Frankfurt Süd – Maintal Ost – Hanau – Aschaffenburg (– Laufach)                                                              | 60 perc     |
| S3    | Bad Soden – Frankfurt (tief) – Frankfurt Süd – Langen – Darmstadt                                                            | 30 perc     |
| S4    | Kronberg – Frankfurt (tief) – Frankfurt Süd – Langen (– Darmstadt)                                                           | 30 perc     |
| S5    | Friedrichsdorf – Bad Homburg – Frankfurt (tief) – Frankfurt Süd                                                              | 15 perc     |
| S6    | Friedberg – Groß Karben – Bad Vilbel – Frankfurt (tief) – Frankfurt Süd                                                      | 15 perc     |

### Távolsági
| Járat  | Útvonal | Ütem (percben)       |
| ------ | --- | -------------------- |
| ICE 13 | Berlin Ostbahnhof – Berlin Hbf – Berlin-Spandau – Braunschweig – Hildesheim – Göttingen – Kassel-Wilhelmshöhe – Fulda – Frankfurt Süd – Frankfurt Flughafen                                                                                           | 120                  |
| ICE 22 | Hamburg-Altona – Hamburg – Hannover – Göttingen – Kassel-Wilhelmshöhe – Frankfurt Süd – Darmstadt – Heidelberg – Stuttgart | egy vonat (pénteken) |
| IC 16  | Heidelberg – Weinheim – Heppenheim – Bensheim – Darmstadt – Frankfurt Süd – Fulda – Kassel-Wilhelmshöhe – Göttingen – Berlin-Spandau – Berlin Hbf – Berlin-Gesundbrunnen – Eberswalde – Prenzlau – Pasewalk – Anklam – Greifswald – Stralsund         | egy vonat (pénteken) |
| IC 50  | Leipzig – Weißenfels – Naumburg – Apolda – Weimar – Erfurt – Gotha – Eisenach – Fulda – Frankfurt Süd – Darmstadt – Bensheim – Weinheim – Heidelberg – Wiesloch-Walldorf – Karlsruhe-Durlach – Karlsruhe                                              | egy vonat (vasárnap) |
| EN     | Moskau – Minsk – Brest – Varsó – Poznań – Frankfurt – Berlin – Erfurt – Frankfurt Süd – Karlsruhe – Strasbourg – Paris Est | egy vonatpár         |
| NJ     | Düsseldorf – Köln – Bonn – Koblenz – Mainz – Frankfurt Flughafen – Frankfurt Süd – Nürnberg – Augsburg – München – Kufstein – Wörgl – Innsbruck | egy vonatpár         |
| NJ     | Düsseldorf – Köln – Bonn – Koblenz – Mainz – Frankfurt Flughafen – Frankfurt Süd – Nürnberg – Passau – Linz – St. Pölten – Wien Meidling – Wien | egy vonatpár         |
| FLX 10 | Berlin-Lichtenberg – Berlin Ostkreuz – Berlin Ostbahnhof – Berlin Hbf – Berlin Zoo – Wolfsburg – Hannover Messe/Laatzen – Göttingen – Kassel-Wilhelmshöhe – Fulda – Hanau – Frankfurt Süd – Darmstadt – Weinheim – Heidelberg – Vaihingen – Stuttgart | 1–2 vonatpár         |

## Kapcsolódó állomások
A vasútállomáshoz az alábbi állomások vannak a legközelebb:
- Frankfurt (Main) Ost station (Aschaffenburg Hauptbahnhof, Frankfurt-Hanau-vasútvonal)
- Abzw Forsthaus (Frankfurt) (Frankfurt (Main) Stadion station, Frankfurt (Main) Stadion–Frankfurt (Main) Süd railway)
- Frankfurt (Main) Süd Abstellbahnhof (Frankfurt Hauptbahnhof, Frankfurt (Main) Hbf–Göttingen railway)
- Frankfurt (Main) Lokalbahnhof (nem ismert – , Frankfurt (Main) Hbf (tief), Frankfurt (Main) Hbf (tief)–Frankfurt (Main) Süd (Tunnel Richtung Süd) railway)
- Frankfurt (Main) Lokalbahnhof (nem ismert – , Frankfurt (Main) Hbf (tief), Frankfurt (Main) Hbf (tief)–Frankfurt (Main) Süd (Tunnel Richtung Hbf) railway)
- Offenbach Central Station